# Jacques Blanchard
Jacques Blanchard (Parigi, 1º ottobre 1600 – Parigi, 1638) è stato un pittore francese.

## Biografia

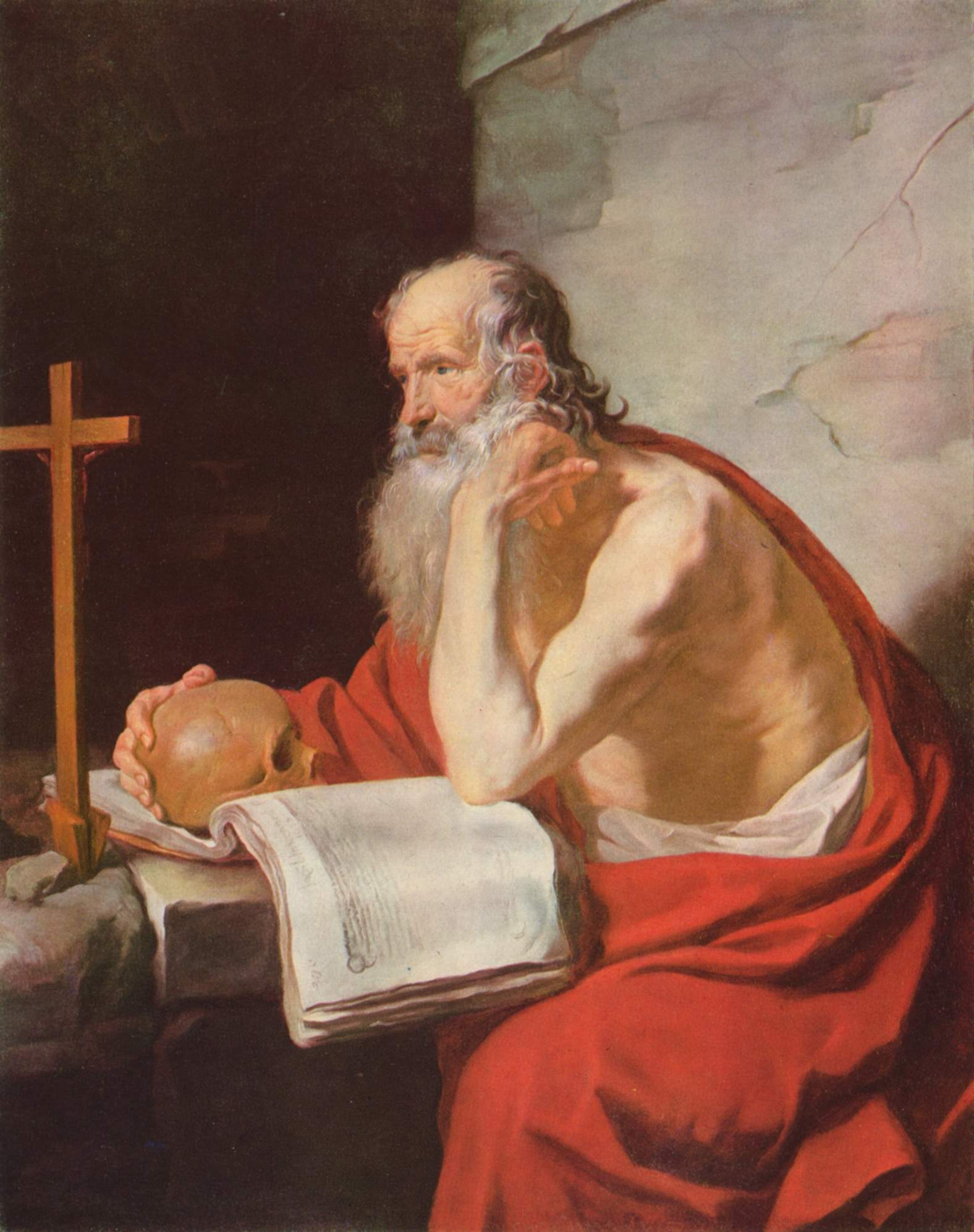
Saint Jérome

Jacques Blanchard nacque a Parigi nel 1600, due anni dopo l'editto di Nantes, figlio di un uomo d'affari originario di Condrieu, in Lyonnais, che sposò la figlia del suo padrone di casa, il pittore Baullery. 
La madre di Jacques, nata Baullery, apparteneva a una famiglia di pittori. Jacques Blanchard aveva una sorella e due fratelli, Pierre e Jean-Baptiste (1595- 1665), anche lui pittore.
La sua formazione artistica venne compiuta, a partire dal 1613, grazie agli insegnamenti dello zio Nicolas Baullery, (1560-1630), presso Lione e nella bottega di Horace Le Blanc dal 1620 al 1623.
Nell'ottobre del 1624 in compagnia del fratello Jean-Baptiste si trasferì in Italia, dapprima a Roma e poi a Venezia dove soggiornò per circa un biennio.
Nella città lagunare ricevette le influenze dello stile Rubensiano di Domenico Fetti e del caravaggesco Liss, evidenziate nel dipinto Cimone ed Efigenia, che si caratterizzò per gli sfumati nudi femminili alternati al realismo delle figure maschili. Intorno all'anno 1628, ispirato dalle tendenze di Tiziano, realizzò la Metamorfosi d'Ovidio e nella primavera del 1628 si mise al servizio del duca di Savoia, Carlo Emanuele di Savoia a Torino, per il quale dipinse sette o otto dipinti tra cui Gli amori di Venere e Adone, opere successivamente trasferite a Parigi.
Ritornato a Parigi nel 1629, entrò a far parte dell'Accademia di san Luca e perfezionò i suoi soggetti mitologici e paesaggistici influenzato dallo stile di Tiziano, di Tintoretto e del Veronese.
Blanchard mantenne legami con tutti i grandi pittori del suo tempo, tra i quali Simon Vouet, Louis Boullogne e Claude Vignon. 
Fu nominato pittore del re nel 1636.
Gerard Edelinck fece il suo ritratto intorno al 1695.
Sposato due volte, ebbe un figlio, Louis-Gabriel Blanchard (1630-1704), anche lui pittore e tesoriere dell'Accademia, oltre che due figlie, che morirono qualche tempo dopo il loro matrimonio.
Jacques Blanchard, morì a Parigi, quando era all'apice della carriera, nel 1638, a soli trentotto anni per una polmonite.
Le sue opere a tema mitologico furono realizzate nei palazzi di Pierre Puget, signore di Montmauron, ed in quelli di Jean Perrault; inoltre si occupò di affreschi di argomento religioso eseguiti presso la cattedrale di Notre-Dame, tra i quali si ricordano La discesa dello Spirito Santo sugli Apostoli.
Il suo stile concesse talvolta qualche concessione alla classicità della corrente poussiniana e con opere del calibro di Angelica e Medoro si avvicinò ad una base accademica accesa da una vena romantica.

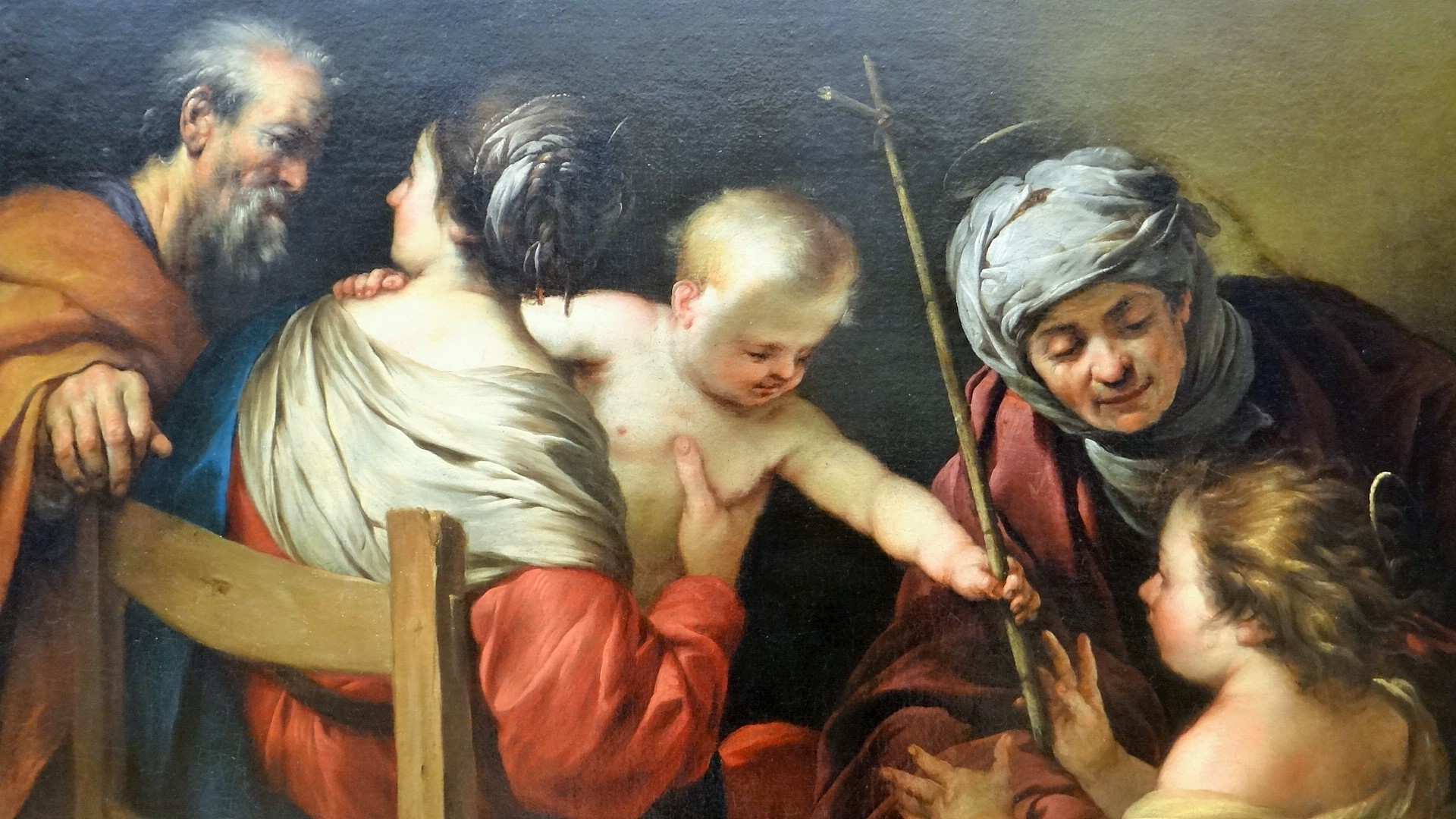
La Santa Famiglia con santa Elisabetta e san Giovanni (circa 1630) Museo del Louvre.
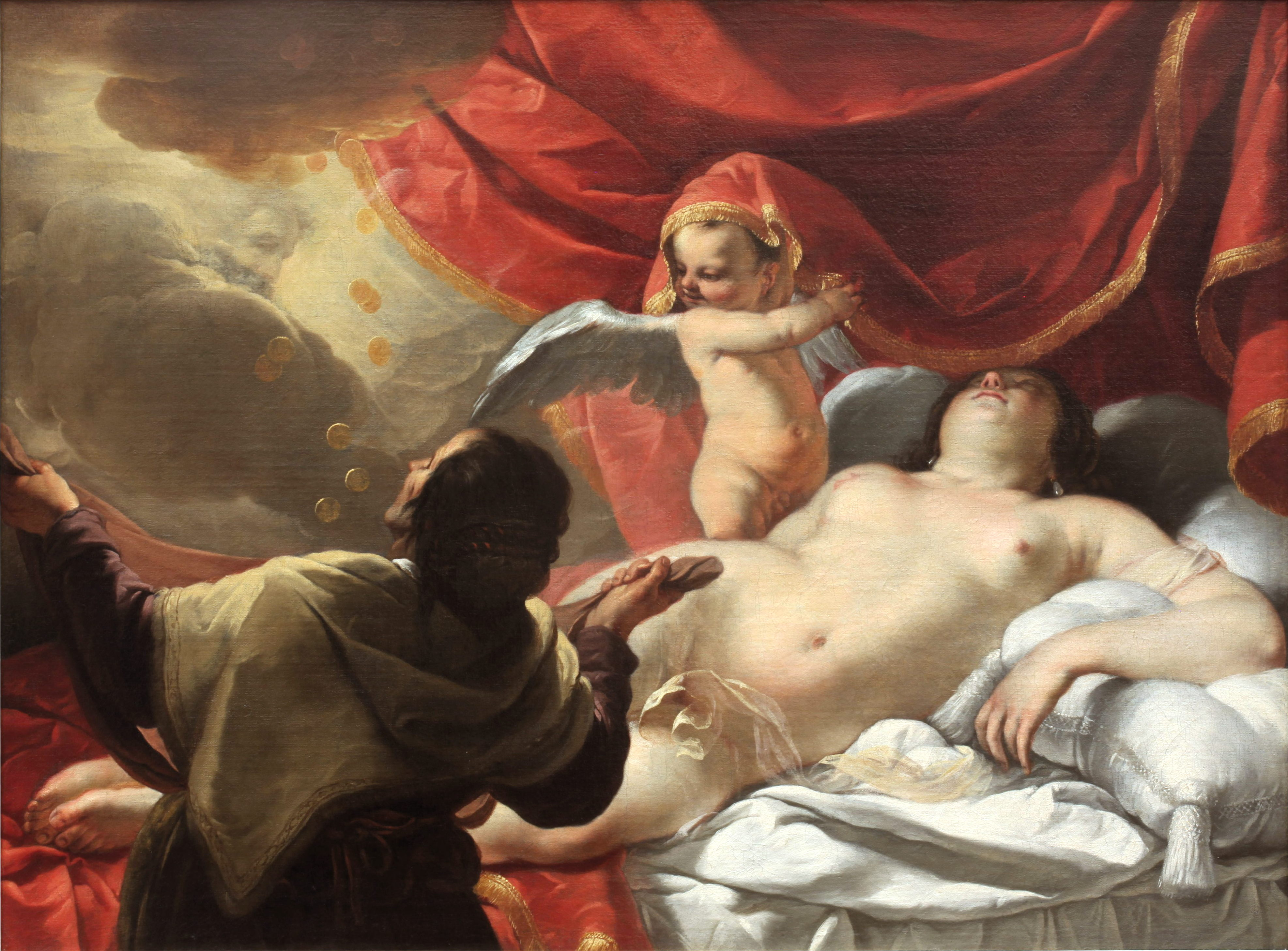
Danaé (1630-1633) Musée des beaux-arts (Lione).
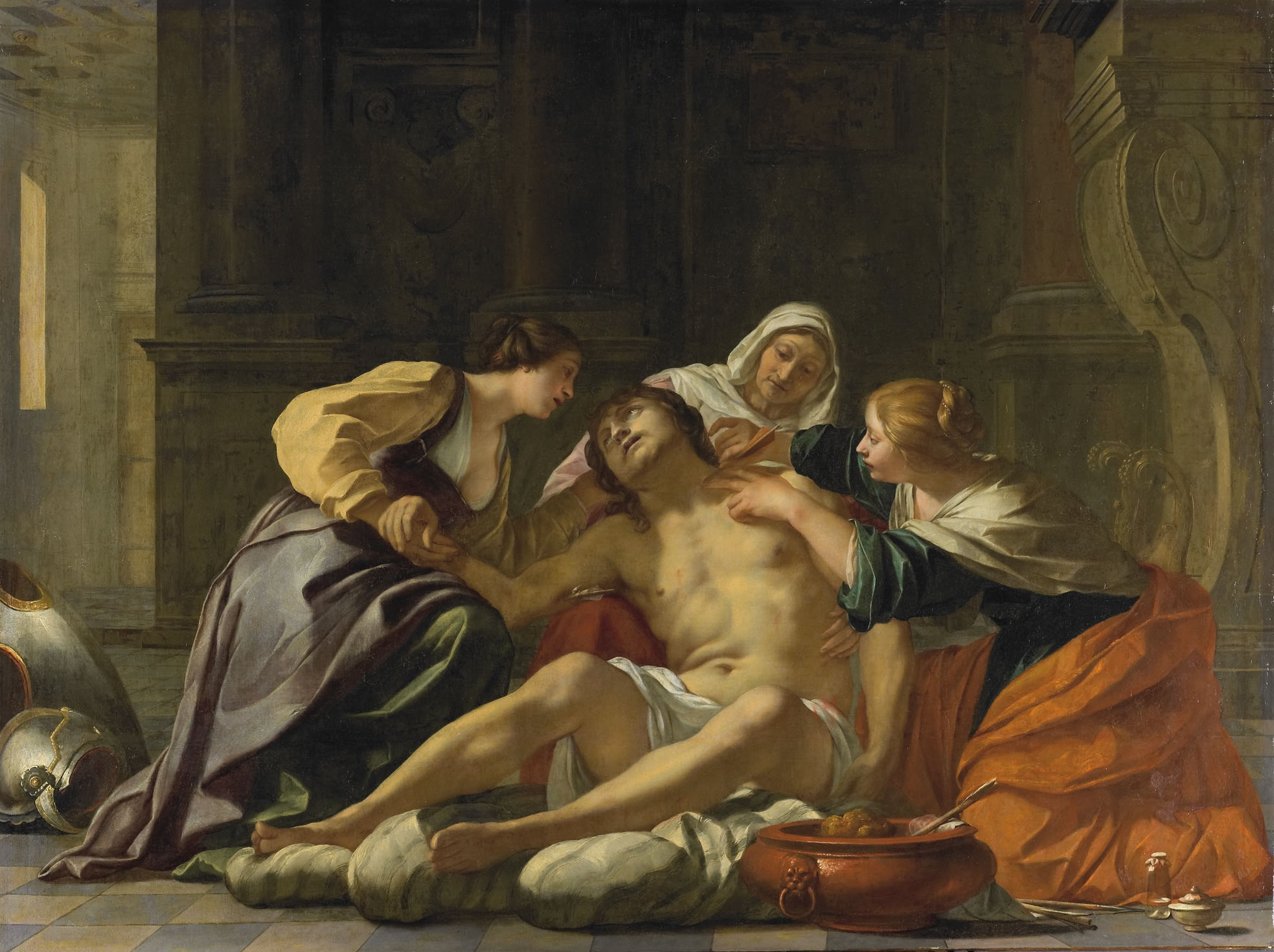
San Sebastiano curato da Irene (1630-1638) Rijksmuseum (Amsterdam).
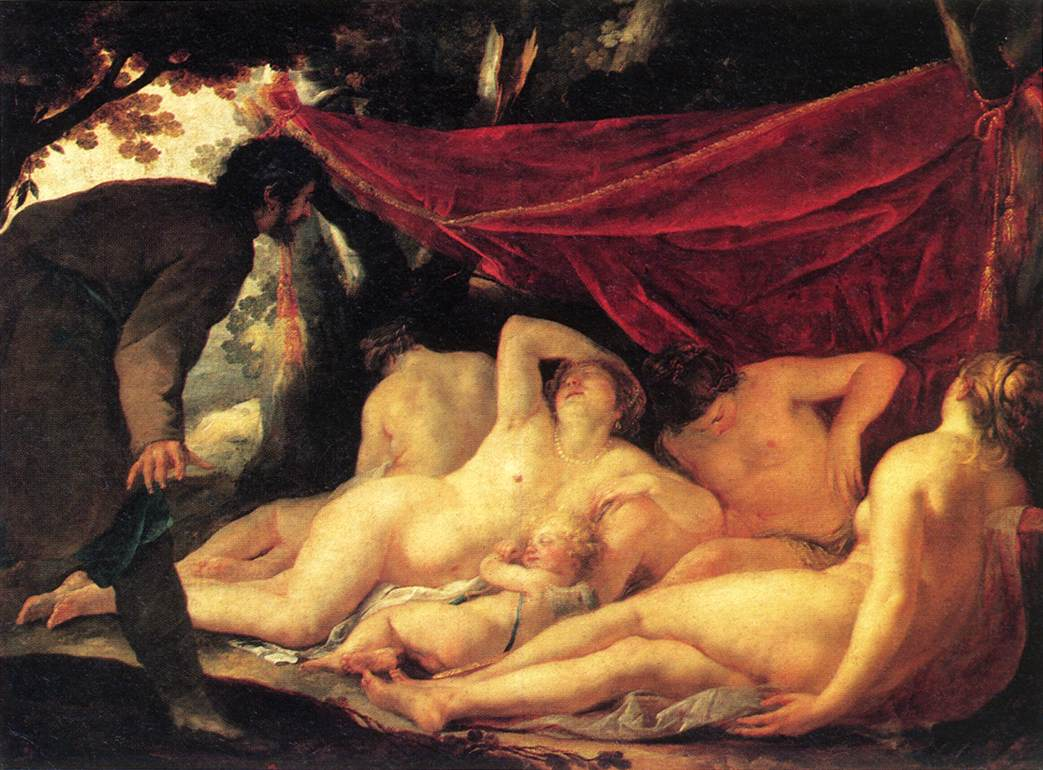
Venere e le Grazie (1631-1633) Museo del Louvre.
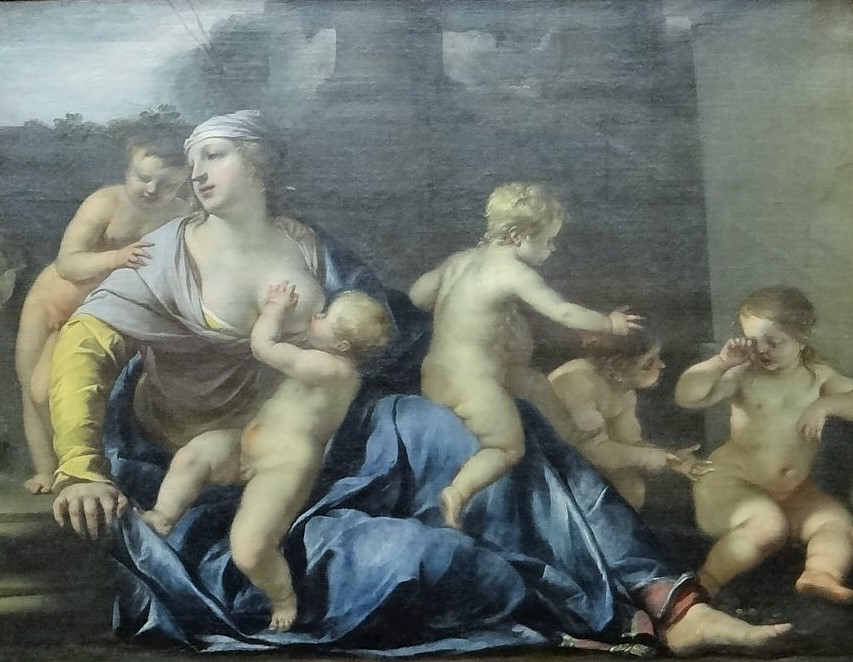
La Carità (1633) Museo del Louvre.
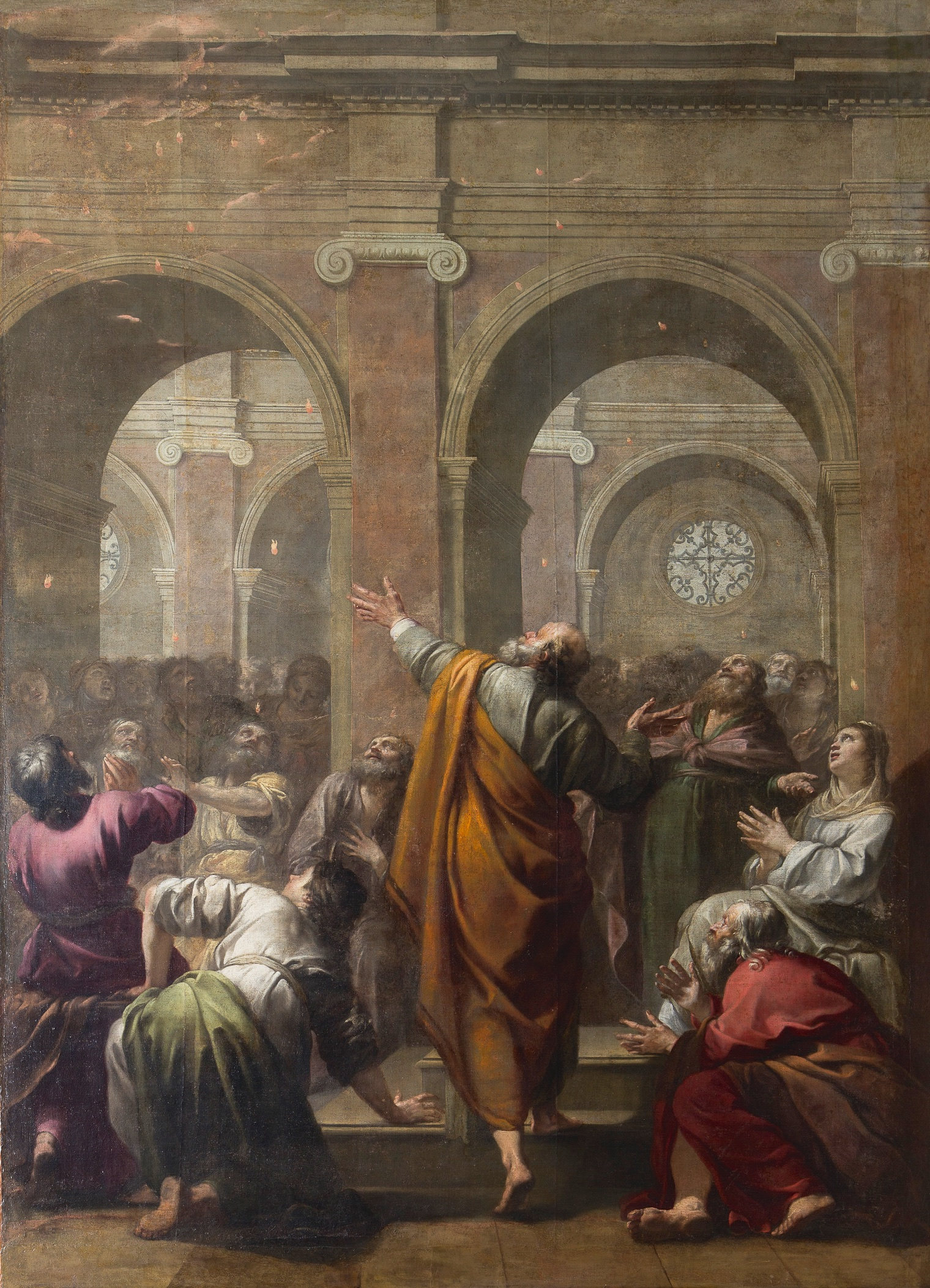
La discesa dello Spirito Santo (1634) Cattedrale di Notre-Dame.
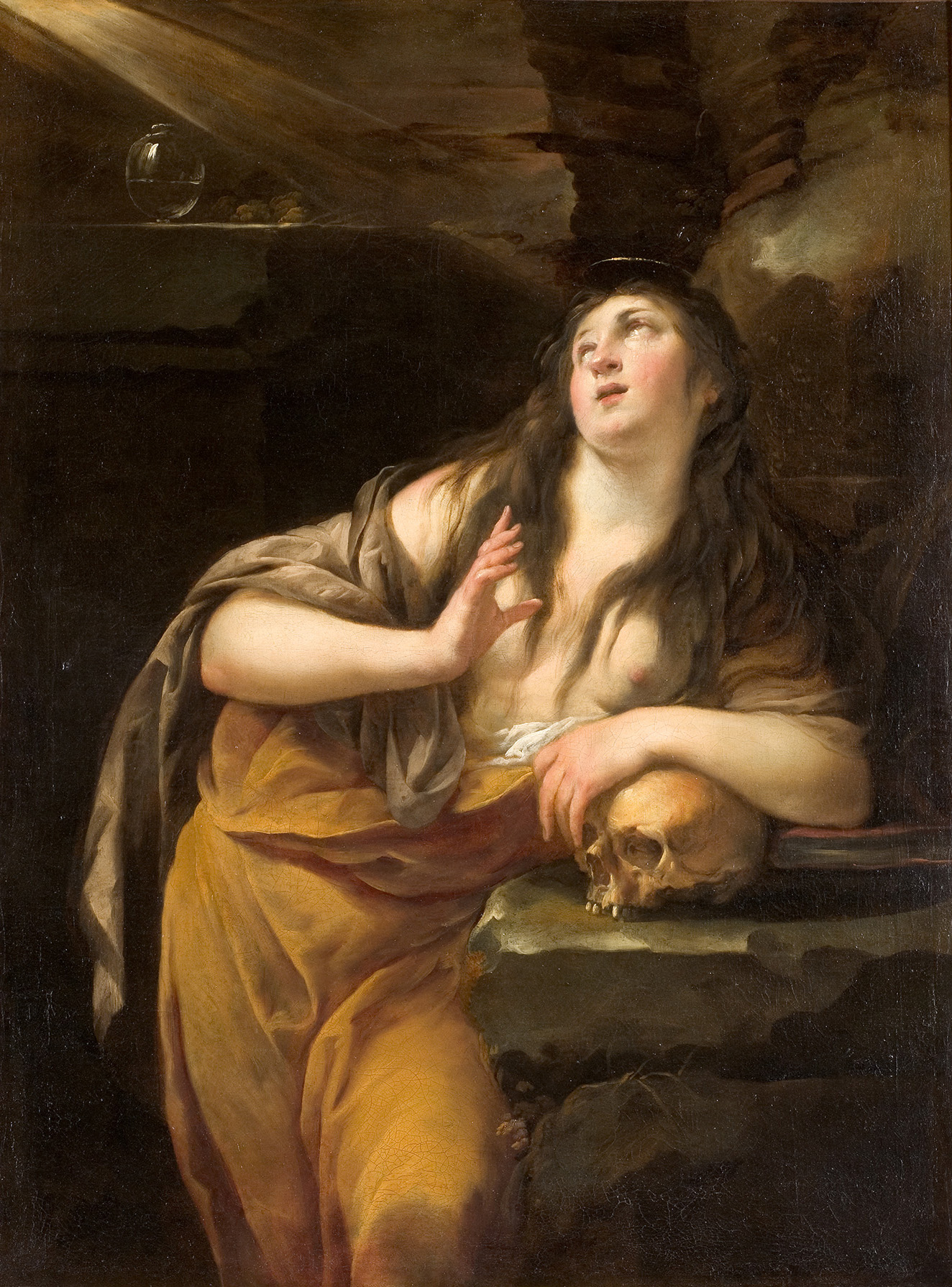
La Maddalena penitente (1637) Montpellier, Museo Fabre.
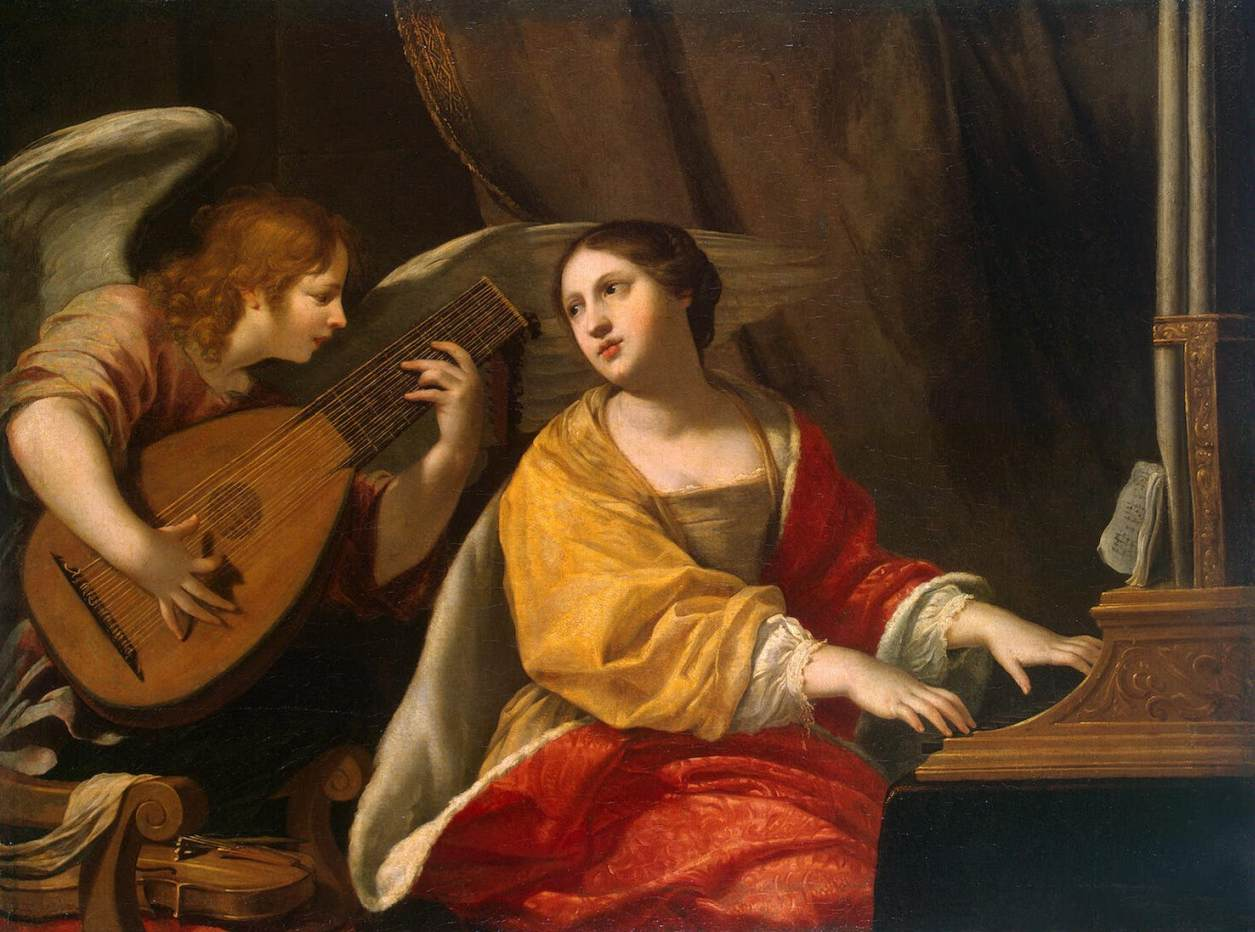
Santa Cecilia Ermitage.

## Opere

### Disegni - Acquarelli - Stampe
- N - D - La Santa Famiglia e San-Giovanni, Museo del Louvre
- N - D -  La Santa Famiglia, Museo del Louvre
- N - D - La Vergine assieme al Bambino sulle sue ginocchia, Museo del Louvre
- N - D -  La Vergine che allatta il Bambino, Museo del Louvre
- N - D -  La Vergine, il Bambino e San Giovanni, Museo del Louvre
- 1630c Autoritratto
- 1632c Angelica e Medoro Vent Autriche
- N - D - La Vergine e il Bambino vicino ad un albero, Museo del Louvre
- N - D - La Maddalena a cui apparve il risorto, Museo del Louvre
- N - D - La Pentecoste e la discesa dello Spirito-Santo, Museo del Louvre
- N - D - La discesa dello Spirito-Santo, Museo del Louvre
- 1635- Autoritratto Museo Condé presso Chantilly
- 1636- La Carità, Museo del Louvre
- N - D - Il misticismo di Santa Catherine d'Alessandria, Museo del Louvre
- N - D - San Geronimo sul deserto, Museo del Louvre
- N - D - Parigi e Venere, Museo del Louvre

### Dipinti
- N - D - La Vergine, un santo e la Carità
- N - D - Il martirio di Sant'Andrea, Cattedrale; Notre-Dame di Parigi
- 1628 - La Vergine, il Bambino e San-Pietro, Lione
- 1629 - Assunzione, chiesa di Saint-Léger presso Cognac
- 1630 c L'Adorazione, Cattedrale di Saint Étienne
- 1630 - Tobia e il padre, Museo delle Belle-Arti di Bordeaux
- 1630 c Verginne e il Bambino con Santa Elisabetta, San Giovanni-Battista e San Giuseppe, chiesa di N.D. di Vertus presso Pulhan
- 1631 c Danaé, Museo delle Belle-Arti
- 1631 c San Geronimo in meditazione, Museo di Grenoble
- N - D - La Luna raffigurata con i tratti di Diana, Versailles
- 1632 c Il bagno di Venere, Museo delle Belle-Arti di Rennes
- 1632 c  Venere e le Grazie
- 1633 -  La Carità, Museo del Louvre
- 1633 -  Angelica e Medoro, Metropolitan Museum New-York
- 1633 c  Santa Veronica, Museo dell'Ermitage presso San-Pietroburgo
- 1633 c  Papa Nicola V e San-Francesco d'Assisi, Museo delle Belle-Arti d'Orléans
- 1634 -  La discesa dello Spirito-Santo
- 1635 c  La flagellazione di Cristo, Museo delle Belle-Arti di Rennes
- 1636 c  Baccanale, Museo delle Belle-Arti di Nancy
- N - D -  La morte di Lucrezia, Musée des beaux-arts de Nantes
- N - D - Santa Cecilia, Museo dell'Ermitage presso San-Pietroburgo
- N - D -  Armida, Museo delle Belle-Arti presso Rennes
- N - D -  San-Sebastiano, Museo Bossuet presso Meaux
- N - D -  L'Annunciazione